# Roccamandolfi
Roccamandolfi est une commune italienne de la province d'Isernia, dans la région Molise. Le petit village est jumelé avec une ville du Nord-Pas-de-Calais qui s'appelle Méricourt.

## Géographie
Roccamandolfi est situé dans le sud-ouest de la province d'Isernia, il est bordé à l'ouest par la province de Campobasso et au sud par la province de Caserte. Le mont le plus haut du massif du Matese (groupe de montagnes des Apennins du Molise) culmine à 2050m et fait partie de Roccamadolfi.
Aujourd'hui dans le village de Roccamandolfi, le climat n'est plus froid comme autrefois. Rarement (par exemple en 2012) il arrive des chutes de neige exceptionnelles. Au contraire, pendant l'été, la température monte normalement jusqu'à 35 °C. De toute façon, la température est sèche, donc l'air se maintient frais un peu plus que dans les villages des alentours.

## Administration
| Période                                  | Période | Identité | Étiquette | Qualité |
| ---------------------------------------- | ------- | -------- | --------- | ------- |
|                                          |         |          |           |         |
| Les données manquantes sont à compléter. |         |          |           |         |

### Communes limitrophes
Cantalupo nel Sannio, Castelpizzuto, Gallo Matese, Letino, Longano, San Gregorio Matese, San Massimo,  Santa Maria del Molise

### Jumelage
- Méricourt (France) depuis 2005.

## Personnalités liées à Roccamandolfi
- Salvatore Baccaro (1932–1984), acteur, né à Roccamandolfi.